# Holsteiner
Der Holsteiner ist eine in Schleswig-Holstein gezüchtete Warmblut-Sportpferderasse.
Hintergrundinformationen zur Pferdebewertung und -zucht finden sich unter: Exterieur, Interieur und Pferdezucht.

## Exterieur
Der Holsteiner ist ein großliniges Pferd. Auf dem kräftigen Hals sitzt ein ausdrucksvoller Kopf. Auch die Schultern und die Brust sind kräftig. Der Widerrist ist ausgeprägt, der Rumpf ist kompakt und gut gewölbt.
Weitere rassetypische Merkmale sind ein mittellanger Rücken, schlanke, harte Beine mit kurzen Röhren.

## Interieur
Der typische Holsteiner ist ein athletisches, großliniges und ausdrucksvolles Reitpferd mit idealen Anlagen für den Springsport, aber auch für die Dressur und die Vielseitigkeit.
Ein Holsteiner ist meist unkompliziert, einsatzfreudig, nervenstark und zuverlässig. Dabei sind sein ausgeglichenes Temperament und sein hervorragender Charakter von großer Bedeutung.
Er besitzt ein ausgezeichnetes Springvermögen, hat einen langen Schritt, einen raumgreifenden Trab und einen schwungvollen Galopp.

## Zuchtgeschichte

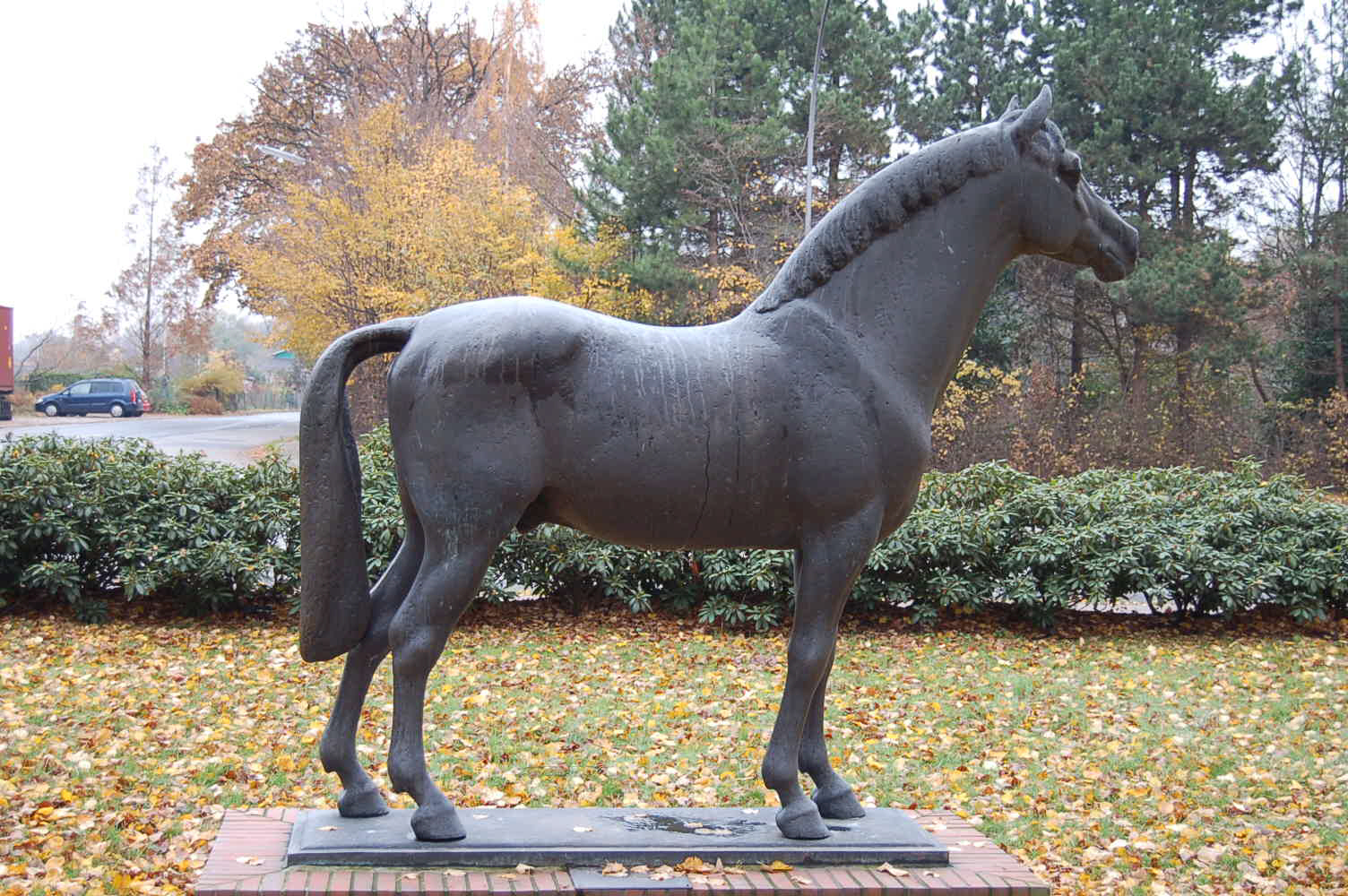
Holsteinerhengst Landgraf, lebensgroße Bronze-Statue in Elmshorn

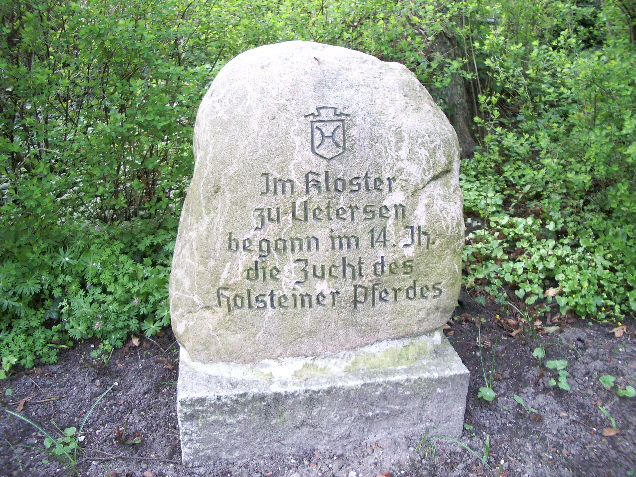
Gedenkstein zum Beginn der Zucht

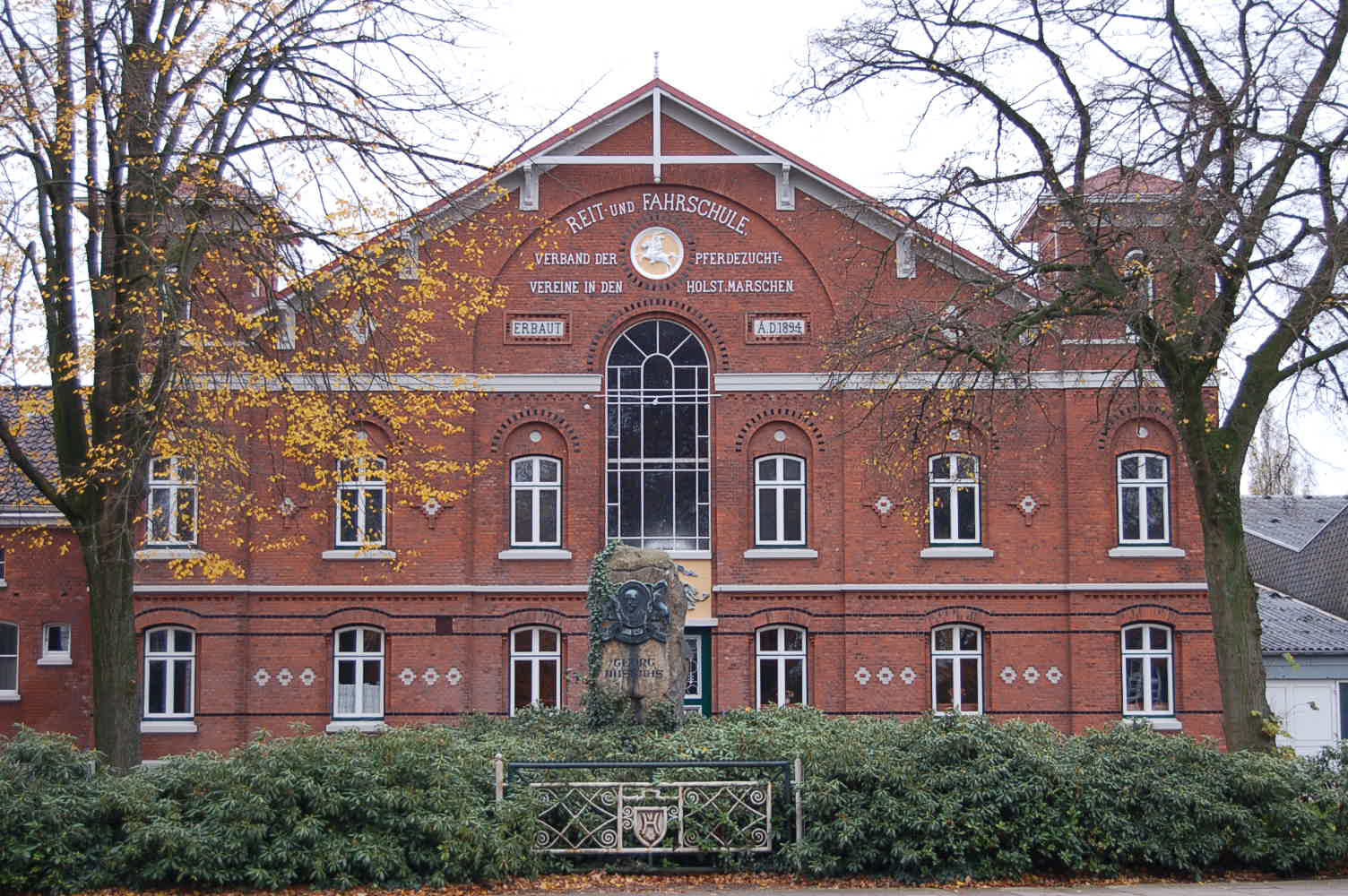
Die Reit- und Fahrschule Elmshorn ist das Zentrum der Holsteiner Zucht.

Der Holsteiner war ursprünglich ein Pferd, das sowohl als Reitpferd als auch bei der Arbeit auf dem Feld seinen Einsatz fand. Die ersten Züchtungen begannen im 14. Jahrhundert im Kloster von Uetersen. Durch ständige Veredelung der Rasse, vor allem durch den Zuchteinsatz von Englischen Vollblütern, ist er heute zu einem Reitpferd mit hervorragenden Qualitäten für den Springsport, aber auch für Dressur und die Vielseitigkeit geworden.
Die bedeutendsten Vererber im Springsport sind:
- Ladykiller xx (durch seine Söhne Landgraf und Lord)
- Capitol
- Marlon xx (Vererber in Dressur, Springen, Military).

## Herausragende Erfolge

### Springreiten
- Einzel-Bronze Olympische Sommerspiele 1952 in Helsinki: Meteor unter Fritz Thiedemann
- 4. Platz Olympische Sommerspiele 1956 in Stockholm: Meteor unter Fritz Thiedemann
- Mannschafts-Gold Weltmeisterschaft 1994 in Den Haag: Taggi unter Sören von Rönne
- Einzel-Gold Olympische Sommerspiele 1992 in Barcelona: Classic Touch unter Ludger Beerbaum
- Weltcupsieger 2002 in Leipzig: Cento unter Otto Becker
- Europameister 2003 (Team und Einzel), 2005 (Team): Cöster unter Christian Ahlmann
- Einzel-Gold Weltreiterspiele 2006 in Aachen: Cumano unter Jos Lansink
- Gewinner des Großen Preises von Aachen 2011: Lambrasco mit Janne Friederike Meyer
- Gewinner des 83. Deutschen Springderbys in Hamburg: Calle Cool mit Nisse Lüneburg

### Vielseitigkeitsreiten
- Einzel-Gold Olympische Sommerspiele 2008 in Peking: Marius unter Hinrich Romeike